# Order Krzyża Takowy
Order Krzyża Takowy, skr. Order Takowy (serb. Орден Таковског крста, serb.-chor. Orden Takovskog krsta) – serbskie odznaczenie nadawane w latach 1865–1903 za cywilne lub wojskowe zasługi dla państwa.

## Historia
Order został ustanowiony 22 maja 1865 roku przez księcia Serbii Michała Obrenowicia na pamiątkę drugiego powstania serbskiego przeciwko Turkom, którym dowodził założyciel dynastii Obrenowiciów Miłosz Wielki. Powstanie zaczęło się 23 kwietnia 1815 od narady przywódców na cmentarzu małej serbskiej wioski Takowo i odniosło sukces, tworząc fundamenty władzy dynastii Obrenowiciów. Miłosz rozwinął w Takowie białą chorągiew z czerwonym krzyżem greckim i miał zawołać: „Ja tu stoję i wy tu stoicie, wojna Turkom!”. Na pamiątkę tego zdarzenia kniaź Michał ustanowił w 50-lecie powstania Krzyż Takowy (serb. Taкoвcки кpcт), złotą odznakę o kształcie późniejszego orderu, która nadana została żyjącym wówczas jeszcze weteranom powstania.
Bratanek i następca Michała, książę Milan IV (późniejszy pierwszy król Serbii Milan I Obrenowić) przekształcił go 12 lipca 1878 w order, który posiadał dwie klasy, krzyż złoty i krzyż srebrny. W tym samym roku nadał odznaczeniu nowe statuty, przemieniając go w trójklasowy order (krzyż komandorski oraz dwa powyższe stopnie), dalsze zmiany nastąpiły w latach do roku 1883, kiedy order otrzymał swą ostateczną organizację jako odznaczenie za zasługi wobec państwa według znanego schematu Legii Honorowej, z pięcioma klasami od Krzyża Wielkiego do srebrnego Krzyża Kawalerskiego oraz odmianę wojskową.
Po obaleniu dynastii Obrenowiciów w 1903 nowy król Piotr I Karadziordziewić nie potwierdził orderu, jako zbyt blisko związanego z historią domu Obrenowiciów.

## Insygnia
Insygnia orderu to odznaka i gwiazda I i II klasy. Odznaka to emaliowany na biało krzyż maltański z kulkami na szczytach ramion, w awersie z nałożonym na niego złotym krzyżem św. Andrzeja i z monogramem księcia Milana Obrenovicia „MO”, w medalionie środkowym, otoczonym dewizą „ЗА ВЕРУ, КЊАЗА И ОТЕЧЕСТВО” (ZA WIARĘ, KSIĘCIA I OJCZYZNĘ) na błękitnej wstędze. Rewers odznaki był nieemaliowany, złoty (w V klasie srebrny), z dwugłowym orłem serbskim w medalionie środkowym. Odznaki I, II i III klasy były otoczone zielonym wieńcem laurowym. Zawieszką odznaki była emaliowana mitra książęca. Odznaka V klasy była nieemaliowana i pozbawiona mitry. Gwiazda I i II klasy była ośmiopromienna, z brylantowanego srebra, i nosiła na sobie odznakę orderu otoczoną wieńcem laurowym. Przy dekoracjach wojskowych (sa mačevima) dodawano dwa skrzyżowane złote miecze umieszczone pod zawieszką. Wstążka orderu była czerwona z szerokimi niebieskimi i białymi bordiurami. Krzyże IV i V klasy noszono na wstążce wiązanej na modłę austriacką w trójkąt.

## Klasy i baretki
| Klasy     | Nazwa (pol.)  | Nazwa (serb.) | Nazwa (serb.-chorw.) | Baretka cywilna | Baretka wojskowa |
| I klasa   | Krzyż Wielki  | Велики крст   | Veliki Krst          |                 |                  |
| II klasa  | Wielki Oficer | Велики Официр | Veliki Oficir        |                 |                  |
| III klasa | Komandor      | Командир      | Komandir             |                 |                  |
| IV klasa  | Oficer        | Официр        | Oficir               |                 |                  |
| V klasa   | Kawaler       | Кавалир       | Kavalir              |                 |                  |